# Silvano Arieti
Silvano Arieti (Pisa, 28 de junio de 1914 - Nueva York, 7 de agosto de 1981) fue un psiquiatra italiano de origen judío, considerado en su día como una de las mayores autoridades mundiales en esquizofrenia. 
Se doctoró en medicina por la Universidad de Pisa, pero abandonó Italia poco después, debido a las leyes raciales de Benito Mussolini. Encontró refugio en Estados Unidos, donde completó su formación en neurología, psicología y psicoanálisis. Fue alumno de Frieda Fromm-Reichmann, y se inserta dentro del psicoanálisis y la psiquiatría psicodinámica. 
Arieti fue profesor de psiquiatría en la Facultad de Medicina de Nueva York, también impartió clases de psicoanálisis en el Instituto William Alanson White, y fue el editor de los seis volúmenes del Manual americano de psiquiatría. Su obra Interpretación de la esquizofrenia, ganó el National Book Award en 1975. Arieti practicó psicoterapia a pacientes esquizofrénicos, de forma poco convencional, pues pocos psiquiatras siguen estos métodos. Sus puntos de vista en Interpretación de la esquizofrenia, actualmente se conocen, en psiquiatría, como el modelo del trauma de los trastornos mentales, y representan la contra-hipótesis a la teoría etiológica de la esquizofrenia defendida por la psiquiatría biologicista convencional. 
El Ayuntamiento de Pisa concedió su nombre a una de sus calles.